# Keisuke Sasaki
Pour les articles homonymes, voir Sasaki.
Keisuke Sasaki (佐々木 啓祐, Sasaki Keisuke), de son vrai nom Tsunejirō Sasaki (佐々木 恒治郎, Sasaki Tsunejirō), né le 29 avril 1901 et mort le 30 mars 1967, est un réalisateur japonais.

## Biographie
Keisuke Sasaki effectue toute sa carrière à la Shōchiku,. Il réalise 60 films de 1927 à 1935 sous son nom de Tsunejirō Sasaki puis 57 films de 1935 à 1956 sous le nom de Keisuke Sasaki.

## Filmographie sélective

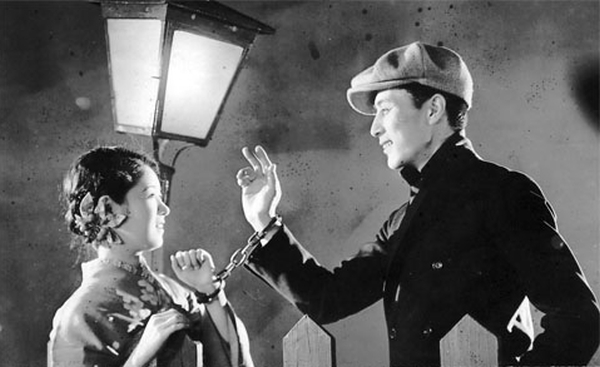
Kinuyo Tanaka et Minoru Takada dans Hogaraka ni nake (1931).

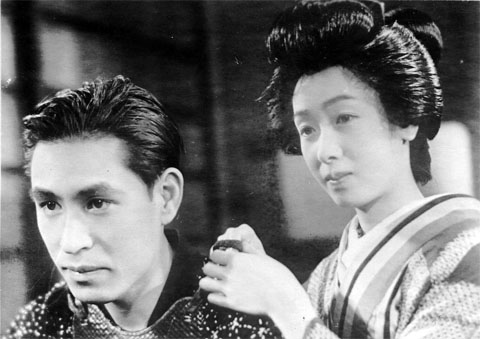
Shin Saburi et Reiko Kitami dans Otoko e no jōken (1941).

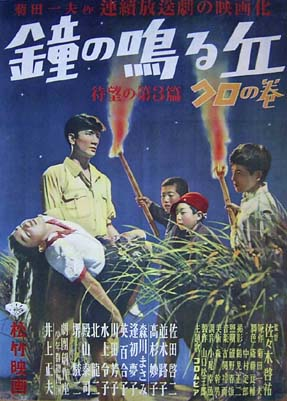
Affiche de Kane no naru oka: Dai san hen, kuro no maki (1948).

### Années 1920
- 1927 : Shinsō no bijo (新窓の美女?)
- 1927 : Sensei to sono musume (先生と其娘?)
- 1927 : Natsukashi no haha (懐しの母?)
- 1928 : Nonki mono (呑気者?)
- 1928 : Yamato, le bûcheron (永遠の心, Eien no kokoro?)[4]
- 1929 : Jinsei no uramichi (人生の裏路?)
- 1929 : Dansu gāru no hiai (ダンスガールの悲哀?)
- 1929 : Shinkon zengo (新婚前後?)
- 1929 : Inochigake (命がけ?)

### Années 1930
- 1930 : Chotto demashita sankaku yarō (ちょっと出ました三角野郎?)
- 1930 : Hanayome senshu (花嫁選手?)
- 1930 : Sentanteki dawane (先端的だわね?)[5]
- 1930 : My Sin: Sakubei’s Story (己が罪作兵衛, Ono ga tsumi Sakubei?)[6]
- 1930 : Kafei no fūfu (カフェーの夫婦?)
- 1931 : Kimi koishi kane koishi (君恋し金恋し?)
- 1931 : Onna wa tsuyoku te yowai mono (女は強くて弱いもの?)
- 1931 : Kagayaku josei (輝く女性?)
- 1931 : Hogaraka ni nake (朗かに泣け?)
- 1932 : Sanjūni nengata ren'ai bushidō (三十二年型恋愛武士道?)
- 1932 : Dansei seifuku (男性征服?)
- 1933 : Kinō no onna・kyō no onna (昨日の女・今日の女?)
- 1933 : Aru haha no sugata (或る母の姿?)
- 1934 : Shojo yo nageku nakare (処女よ嘆く勿れ?)
- 1934 : Gaika no kage ni (凱歌の蔭に?)
- 1934 : Ginjiki yasha (銀色夜叉?)
- 1934 : Yama wa yūyake (山は夕焼?)
- 1935 : Seppun jūjiro (接吻十字路?)
- 1935 : Kagayake shōnen Nippon (輝け少年日本?) co-réalisé avec Yasushi Sasaki
- 1935 : Mono iwanu ane (もの言はぬ姉?)
- 1935 : Umi no kyōdai (海の兄弟?)
- 1936 : Saigo no kōfuku (最後の幸福?)
- 1936 : Haha no omokage (母の面影?)
- 1936 : Ofumi no hyōban (お芙美の評判?)
- 1937 : Kōjō no tsuki (荒城の月?)
- 1937 : Shussen no uta (出船の歌?)
- 1938 : Gin'iro no michi (銀色の道?)
- 1938 : Atarashiki hane (新しき翅?)
- 1938 : Han shojo (半処女?)
- 1938 : Junjō fujin (純情夫人?)
- 1938 : Kekkon no shukudai (結婚の宿題?)
- 1939 : Himawari musume (向日葵娘?)
- 1939 : Shunrai (春雷・前後篇?)
- 1939 : Nippon no tsuma (日本の妻?)
- 1939 : Nyonin shinsei (女人新生?)
- 1939 : Haha wa tsuyoshi (母は強し?)

### Années 1940
- 1940 : Hana no raiu (花の雷雨?)
- 1940 : Tokai no honryu (都会の奔流?)
- 1940 : Kurogane no chikara (くろがねの力?)
- 1941 : Otoko e no jōken (男への条件?)
- 1941 : Odoru kuroshio (踊る黒潮?)
- 1942 : Aikoku no hana (愛国の花?)
- 1943 : Hiwa Normanton jiken: Kamen no butō (秘話ノルマントン号事件 仮面の舞踏?)
- 1946 : Joseito to kyōshi (女生徒と教師?)
- 1946 : Kagi o nigiri onna (鍵を握る女?)
- 1946 : Yurusareta ichiya (許された一夜?)
- 1947 : Ni ren jū no oni (二連銃の鬼?)
- 1948 : Kane no naru oka: Dai san hen, kuro no maki (鐘の鳴る丘 第三篇クロの巻?)

### Années 1950
- 1950 : Nanatsu no hōseki (七つの宝石?)
- 1950 : Mittsu no kekkon (三つの結婚?)
- 1952 : Aijō no kettō (愛情の決闘?)
- 1953 : Otome no shinsatsu-shitsu (乙女の診察室?)
- 1954 : Hotaru gusa (螢草?)

## Distinctions

### Récompense
- 1937 : recommandation du jury pour Kōjō no tsukiu à la Mostra de Venise[7],[8]

### Sélection
- 1937 : coupe Mussolini du meilleur film pour Kōjō no tsukiu à la Mostra de Venise[7]